# Charles Louis Bretagne de La Trémoïlle
Charles IV Louis Bretagne de la Trémoïlle est né le 15 mars 1683 à Paris et meurt le 9 octobre 1719 à Paris, paroisse Saint Paul. Il est le fils de Charles Belgique Hollande de La Trémoïlle et de Madeleine de Blanchefort-Créquy. Il est le petit-fils de Charles III de Blanchefort Créquy.

## Titres
- 6e duc de Thouars : 1709-1719

Charles IV de La Trémoïlle est pair de France, duc de La Trémoille, prince de Tarente, comte de Laval et de Montfort.

## Biographie
Le duc de Thouars fait une carrière militaire : il est brigadier de cavalerie (janvier 1709), premier gentilhomme de la chambre du Roi (juin 1709), gouverneur de Thouars (juillet 1709), Maréchal de camp (février 1719).

## Mariage et descendance
Le 13 avril 1706, il épousa Marie-Madeleine Motier de La Fayette. La marquise Marie-Madeleine Motier de La Fayette était née le 10 septembre 1691 à Paris et elle est morte le 6 juillet 1717. Elle était la fille de René-Armand, comte puis marquis de La Fayette (7 septembre 1659 † à Landau le 12 août 1694) et de Marie-Madeleine de Marillac. Elle était la petite fille de Marie-Madeleine Pioche de la Vergne, comtesse de La Fayette, auteur de La Princesse de Clèves.
Par testament du 11 juin 1692, le père de Marie- Madeleine lègue à son cousin Charles Motier de Champetieres, Baron de Vissac, et à ses descendants mâles le nom et les biens de la maison de Lafayette, le substituant à sa fille Marie-Madeleine. Mais il laisse à celle-ci la jouissance de la terre de Lafayette. Suivant l'exemple de son père, Marie-Madeleine (par testament du 3 juillet 1717) transmet la terre de La Fayette à son petit cousin Jacques-Roch Motier qui allait avoir 6 ans, représentant de la branche de Champetières. Jacques-Roch Motier est l'oncle de Gilbert du Motier, marquis de La Fayette, acteur important de la guerre d'indépendance américaine, de la Révolution française et de la révolution de 1830. C'est donc de la duchesse de la Trémoille, (dernière La Fayette de la branche aînée) que le célèbre marquis de La Fayette tient son nom.
De ce mariage, est issu un fils unique :
- Charles Armand René de La Trémoïlle, futur Charles V, duc de Thouars.

## Sources
- Georges Paul, Dr Pierre Balme et Marie-Louise Le Verrier, Une grande famille d'Auvergne Les Motier de La Fayette, imprimerie de Bussac, parution en 1951.